# Unione dei Centristi
L'Unione dei Centristi (in greco Ένωση Κεντρώων, Enosi Kentroon) è un partito politico attivo in Grecia. Il leader e fondatore del partito è Vassilis Leventis. L'ideologia politica del partito è il Centrismo ed il Venizelismo.

## Storia
Il partito venne fondato da Vassilis Leventis nel 1992 con il titolo "Unione dei Centristi e degli Ecologisti" (Ένωση Κεντρώων και Οικολόγων). Il nome venne cambiato poco dopo. L'Unione dei Centristi sostiene di essere la continuazione ideologica del vecchio partito Unione di Centro.
Il partito si sforza di diventare "la continuità politica dell'espressione centrista in Grecia". Leventis mirava a far parte dell'eredità Venizelista di alcuni politici greci del passato, come ad esempio Eleutherios Venizelos e Geōrgios Papandreou.

## Supporto elettorale
Fino al 2015, l'influenza del partito è stata marginale, con il 1,79% dei voti totali nelle elezioni parlamentari in Grecia del gennaio 2015 e nessun parlamentare, essendo la sua più alta realizzazione. Nelle elezioni parlamentari in Grecia del settembre 2015 il partito superò la soglia di sbarramento del 3%, eleggendo 9 deputati al Parlamento, avendo conseguito 186.457 voti (3,43%).

## Risultati elettorali
| Elezione                    | Voti    | %    | Seggi   |
| --------------------------- | ------- | ---- | ------- |
| Parlamentari 1993           | 15.942  | 0,23 | 0 / 300 |
| Europee 1994                | 77.951  | 1,19 | 0 / 25  |
| Parlamentari 1996           | 48.677  | 0,72 | 0 / 300 |
| Europee 1999                | 52.512  | 0,82 | 0 / 25  |
| Parlamentari 2000           | 23.228  | 0,34 | 0 / 300 |
| Parlamentari 2004           | 19.531  | 0,26 | 0 / 300 |
| Europee 2004                | 34.511  | 0,56 | 0 / 24  |
| Parlamentari 2007           | 20.822  | 0,29 | 0 / 300 |
| Europee 2009                | 19.660  | 0,38 | 0 / 22  |
| Parlamentari 2009           | 18.278  | 0,27 | 0 / 300 |
| Parlamentari maggio 2012    | 38.376  | 0,61 | 0 / 300 |
| Parlamentari giugno 2012    | 17.191  | 0,28 | 0 / 300 |
| Europee 2014                | 36.879  | 0,65 | 0 / 21  |
| Parlamentari gennaio 2015   | 110.827 | 1,79 | 0 / 300 |
| Parlamentari settembre 2015 | 186.457 | 3,43 | 9 / 300 |
| Europee 2019                | 82.072  | 1,45 | 0 / 21  |
| Parlamentari 2019           | 70.147  | 1,24 | 0 / 300 |